# Halcyon Days
För andra betydelser, se Halcyon Days (olika betydelser).
Halcyon Days är ett musikalbum av den svenska synthpopgruppen BWO (Bodies Without Organs). Det släpptes i Sverige den 19 april 2006, och sålde guld på mindre än en vecka. Albumet släpptes även utanför Sverige. Albumet innehåller även fyra bonusspår från gruppens förra album, Prototype.
De största hitarna från albumet var melodifestivaltvåan Temple of Love, Will My Arms Be Strong Enough, samt sommarballaden We Could Be Heroes. Albumet innehåller även en nyinspelning av den gamla Army of Lovers-hiten Obsession.

## Låtlista
1. Chariots of Fire (4.17)
2. Temple of Love (3.25)
3. Will My Arms Be Strong Enough (4.16)
4. We Could Be Heroes (4.23)
5. Juggernaut (3.25)
6. Hanging On The Phone (3.50)
7. Angel Of Night (3.20)
8. I Keep Walking On (4.09)
9. Marrakech (4.07)
10. Obsession (3.43)
11. Crystal Odyssey (3.20)
12. Haunted (3.05)
13. Voodoo Magic (bonus; 3.41)
14. Sixteen Tons of Hardware (bonus; 3:30)
15. Sunshine in the Rain (bonus; 3.30)
16. Open Door (bonus; 3.29)

## Listplaceringar
| Lista (2005–2006) | Topplacering |
| ----------------- | ------------ |
| Sverige           | 1            |